# فرهنگ‌شناسی
فرهنگ‌شناسی (انگلیسی: Culturology) یا دانش فرهنگی، شاخه ای از علوم اجتماعی و مطالعات فرهنگی است که با درک، توصیف، آنالیز و پیش‌بینی فرهنگ‌های مختلف مرتبط می‌باشد. شیوه‌های مختلف فرهنگی اغلب توسط انسان‌شناسی و نژادشناسی مورد مطالعه قرار می‌گیرد، اما مطالعات فرهنگ‌شناسی به‌علت دارا بودن جنبه‌های گوناگون جامعه‌شناسی، روانشناسی و غیره به‌صورت یک رشته‌ی مجزا، منحصراً بر جنبه‌های فرهنگی متمرکز می‌باشد.

## معرفی کتاب
در زمینه‌ی فرهنگ شناسی، کتاب‌های متنوعی نوشته شده است. برخی فرهنگ‌شناسان، به بررسی فرهنگ ملل باستان پرداخته‌اند و برخی دیگر، درباره‌ی فرهنگ های معاصر تحقیقات خود را کامل کرده‌اند.
از جمله کتاب‌هایی که درباره ملل قدیم نوشته شده است، کتاب «فرهنگ اساطیر یونان و روم» نوشته‌ی پیر گریمال و ترجمه احمد بهمنش است که توسط انتشارات دانشگاه تهران به چاپ رسیده است.